# Ginetta Sagan
Ginetta Sagan (1 de junio de 1925 - 25 de agosto de 2000) fue una activista por los derechos humanos estadounidense nacida en Italia, reconocida por su labor con Amnistía Internacional a favor de los presos de conciencia.

## Carrera
Nacida en Milán, Sagan perdió a sus padres en su adolescencia a manos de las Brigadas Negras de Benito Mussolini. Al igual que sus padres, apoyó el movimiento de resistencia italiano, reuniendo información para suministrársela a los judíos en la clandestinidad. Fue capturada y torturada en 1945, pero escapó en la víspera de su ejecución con la ayuda de desertores nazis.
Después de estudiar en París, asistió a la escuela de postgrado en desarrollo infantil en los Estados Unidos y se casó con Leonard Sagan, un médico. La pareja se instaló en Atherton, California, donde Sagan fundó el primer capítulo de Amnistía Internacional en el oeste de los Estados Unidos. Más tarde recorrió la región, ayudando a establecer más de 75 capítulos, y organizó eventos para recaudar fondos para los prisioneros políticos.
En 1984 Sagan fue elegida presidenta honoraria de Amnistía Internacional USA. El presidente Bill Clinton le otorgó la Medalla Presidencial de la Libertad en 1996, e Italia le concedió más tarde el rango de Gran Oficial de la Orden al Mérito de la República Italiana. Amnistía Internacional creó el premio anual Ginetta Sagan para los activistas en su honor.